# مسجد ابواسحق
مسجد ابواسحق یکی از مساجد قدیمی شهر اهر است. تاریخ بنای این مسجد به‌درستی مشخص نیست؛ ولی احتمالاً در سدهٔ هفتم هجری بازسازی شده‌است؛ که با این حساب تاریخ بنای این مسجد به ۷۰۰ سال پیش برمیگردد.
واپسین بار حدود یک سدهٔ پیش، ستون‌های داخلی مسجد ابواسحق به گونه‌ای تعویض گردیده که سقف قدیمی آن باقی مانده‌است.
قسمتی از سقف مسجد ابواسحق اهر که در اثر پس لرزه‌های زلزله ۲۱ مرداد ماه ۱۳۹۱ که بر اثر تخریب بخشی از مناره این مسجد ریزش کرده بود در کمتر از ده ساعت تعمیر و آماده‌سازی شده و در اختیار مؤمنین قرار گرفت.
اذان پخش شده از این مسجد یکی از نمادهای مذهبی شهرستان اهر می‌باشد.